# ميدالية كريشنان
ميدالية كريشنان (بالإنجليزية:Krishnan Medal) هي جائزة جيولوجية هندية تمنح سنويا من قبل الاتحاد الجيوفيزيائي الهندي. تم منحها لأول مره في عام 1964 وتم تسمية الجائزة بهذا الاسم بعد وفاة ماهاراجابورام سيثارامان كريشنان وهو عالم جيولوجي بارز.